# Michael Christianson
Michael Christianson (Boise, Idaho, 1965. április 7. –) amerikai amerikaifutball-játékos és -edző, sportelemző. 2011 és 2013 között a San Francisco 49ers running backjeinek edzője, 2014 és 2016 között pedig az ESPN rádiós elemzője volt.
Tanárképzős alap- és mesterdiplomáját számítógépes alkalmazások minorral a Nyugat-oregoni Egyetemen, illetve az Oregoni Állami Egyetemen szerezte. A kunai középiskola, valamint a Portland State Vikings és a Western Oregon Wolves amerikaifutball-játékosa volt.
Feleségével, Tracyvel Boise-ban él.

## Pályafutása
1992 és 1994 között a Western Oregon Wolves munkatársa, 1995-ben pedig a Lewis & Clark Pioneers tight endjeinek edzője volt.
1996-ban a Portland State Vikings támadóstratégiai edzője lett, ahol hozzájárult a csapat egyik legjobb running backje, Charles „Chip” Dunn fejlődéséhez. 2000–2001-ben a Montana State Bobcats tight endjeinek edzője, 2002–2003-ban pedig a Tampa Bay Buccaneers támadóstratégiai edzője volt. 2003-ban az Oakland Raiders elemzője volt, majd 2004-ben a Nebraska Cornhuskers munkatársa lett. A csapat kijutott a 2005-ös Alamo Bowlra.
Később az Avid Sportsnál és az XOS Digitalnél edzők képzésével foglalkozott.
2006-ban a San Diego Toreros tight endjeinek edzője lett. A csapat megnyerte a Pioneer Football League és az I-AA divízió bajnokságát, emellett a támadási pontranglistát is vezették. Christianson nevelte ki Chris Ramsey-t, aki elnyerte az All-America elismerést.
2011 februárjában a San Francisco 49ers munkatársa lett; 2012-ben Super Bowlt nyertek. Tom Rathmannel együttműködve kinevelték Frank Gore-t, aki 2011-ben a csapat legjobb támadójátékosa lett, 2012-ben pedig kijutott a Pro Bowlra.

## Bajnoki győzelmei
- NFC-divízióbajnokság (3×)
- XXXVII. Super Bowl (Tampa Bay Buccaneers)
- I-AA divízióbajnokság (San Diego Toreros)
- 2005-ös Alamo Bowl (Nebraska Cornhuskers)
- NFC-bajnokság (2×)
- XXXVII. és XLVII. Super Bowl

## Fordítás
- Ez a szócikk részben vagy egészben  a   Michael Christianson című angol Wikipédia-szócikk ezen változatának fordításán alapul.  Az eredeti cikk szerkesztőit annak laptörténete sorolja fel. Ez a jelzés csupán a megfogalmazás eredetét és a szerzői jogokat jelzi, nem szolgál a cikkben szereplő információk forrásmegjelöléseként.